# Harald Derschka
Harald Derschka (* 1969 in Konstanz) ist ein deutscher Historiker und Numismatiker. An der Universität Konstanz wirkt er als außerplanmäßiger Professor.

## Leben und Wirken
Harald Derschka studierte Geschichte und Philosophie an der Universität Konstanz, wo er 1998 bei Helmut Maurer mit einer Arbeit über die Ministerialen des Hochstiftes Konstanz promoviert wurde. Von 1998 bis 2008 war er Assistent von Hans-Wolfgang Strätz am Lehrstuhl für Rechtsgeschichte, Kirchenrecht und Bürgerliches Recht an der Universität Konstanz. Außerdem wirkte er von 2000 bis 2003 an dem von der DFG geförderten Forschungsprojekt „Das Mühlberg-Ensemble in Kempten (Allgäu) – Sachkultur und Sozialtopographie einer Stadt des Spätmittelalters im Spiegel neu entdeckter archäologischer und schriftlicher Quellen“ mit, in dem er das numismatische Fundmaterial, das bei archäologischen Ausgrabungen und Baumaßnahmen geborgen werden konnte, inventarisierte und auswertete.
Von 2008 bis 2012 war Derschka akademischer Mitarbeiter am Exzellenzcluster „Kulturelle Grundlagen von Integration“ an der Universität Konstanz, wo er sich 2011 mit einer Arbeit über die Viersäftelehre als Persönlichkeitstheorie des 12. Jahrhunderts für das Fach mittelalterliche Geschichte habilitierte. Seit 2013 war er Projektleiter des DFG-gestützten Forschungsprojekts „Das Reichenauer Lehenbuch Abt Friedrichs von Wartenberg (1428–1453)“; seit 2017 leitet er das ebenfalls von der DFG finanzierte Projekt „Das urbariale Schriftgut der Abtei Reichenau (2. Hälfte des 15. Jahrhunderts)“.
Derschkas Forschungsschwerpunkte sind die Geistesgeschichte des hohen Mittelalters, die südwestdeutsche Landesgeschichte, die Rechts- und Verfassungsgeschichte sowie Fundnumismatik und Geldgeschichte. Er ist seit 2019 Präsident des Vereins für Geschichte des Bodensees und seiner Umgebung.
Im Februar 2025 wurde ihm in Überlingen der Bodensee-Literaturpreis für sein Sachbuch Geschichte des Klosters Reichenau verliehen.

## Schriften (Auswahl)
Monographien
- Geschichte des Klosters Reichenau. Kunstverlag Josef Fink, Lindenberg im Allgäu 2024, ISBN 978-3-95976-453-7.[3]
- Quellen zur Wirtschaftsgeschichte der Abtei Reichenau aus der Zeit Johann Pfusers von Nordstetten als Großkeller (1450–1464) und Abt (1464–1491) (= Veröffentlichungen der Kommission für geschichtliche Landeskunde in Baden-Württemberg. Reihe A: Quellen. Band 64). Thorbecke, Ostfildern 2022, ISBN 978-3-7995-9564-3.
- Der Verein für Geschichte des Bodensees und seiner Umgebung. Ein Rückblick auf einhundertfünfzig Jahre Vereinsgeschichte 1868–2018 (= Schriften des Vereins für Geschichte des Bodensees und seiner Umgebung, Jg. 136). Thorbecke, Ostfildern 2018, ISBN 978-3-7995-1725-6.
- Die Reichenauer Lehenbücher der Äbte Friedrich von Zollern (1402–1427) und Friedrich von Wartenberg (1428–1453) (= Veröffentlichungen der Kommission für geschichtliche Landeskunde in Baden-Württemberg. Reihe A: Quellen. Band 61). Kohlhammer, Stuttgart 2018, ISBN 978-3-17-033573-8.
- Individuum und Persönlichkeit im Hochmittelalter. Kohlhammer, Stuttgart 2014, ISBN 978-3-17-025185-4.
- Die Viersäftelehre als Persönlichkeitstheorie. Zur Weiterentwicklung eines antiken Konzepts im 12. Jahrhundert. Thorbecke, Ostfildern 2013, ISBN 978-3-7995-0515-4.
- Fundmünzen aus Kempten. Katalog und Auswertung der in Kempten (Allgäu) gefundenen Münzen und münzähnlichen Objekte aus dem Mittelalter und der Neuzeit (= Allgäuer Forschungen zur Archäologie und Geschichte. Band 2). Verlag Likias, Friedberg 2007, ISBN 978-3-9807628-7-8.
- Der Schwabenspiegel übertragen in heutiges Deutsch mit Illustrationen aus alten Handschriften. C. H. Beck, München 2002, ISBN 3-406-49293-2.
- Stetten im Mittelalter. Die frühe Geschichte eines Dorfes im Linzgau (= Studien zur Kulturgeschichte, Bd. 2). Verlag am Hockgraben, Konstanz 2003, ISBN 3-930680-09-2.
- Die Ministerialen des Hochstiftes Konstanz (= Konstanzer Arbeitskreis für Mittelalterliche Geschichte: Vorträge und Forschungen; Sonderband. Band 45). Thorbecke, 1999, ISBN 3-7995-6755-0, ISSN 0933-4467 (Online [PDF; 375,4 MB; abgerufen am 28. Juli 2015]).

Herausgeberschaften
- mit Jürgen Klöckler: Der Bodensee. Natur und Geschichte aus 150 Perspektiven. Jubiläumsband des internationalen Vereins für Geschichte des Bodensees und seiner Umgebung 1868–2018. Thorbecke, Ostfildern 2018, ISBN 978-3-7995-1724-9.
- mit Jürgen Klöckler und Thomas Zotz: Konstanz und der Südwesten des Reiches im hohen und späten Mittelalter. Festschrift für Helmut Maurer zum 80. Geburtstag (= Konstanzer Geschichts- und Rechtsquellen, Band 48). Thorbecke, Ostfildern 2017, ISBN 978-3-7995-6848-7.
- mit Rainer Hausmann und Martin Löhnig: Festschrift für Hans-Wolfgang Strätz zum 70. Geburtstag. Edition Rechtskultur, Regenstauf 2009, ISBN 978-3-86646-400-1.